# Lagnicourt Hedge Cemetery
Lagnicourt Hedge Cemetery is een Britse militaire begraafplaats met gesneuvelden uit de Eerste Wereldoorlog, gelegen in de Franse gemeente Lagnicourt-Marcel (departement Pas-de-Calais). 
De begraafplaats ligt aan de Rue de Beugny op 550 m ten zuidwesten van het dorpscentrum (Eglise Saint-Martin). Ze werd ontworpen door William Cowlishaw en heeft een langwerpig grondplan met aan de westelijke rand een gebogen uitsprong waarin het Cross of Sacrifice staat. De eerste helft van de begraafplaats is smaller en langs de oostelijke muur ervan liggen 15 Duitse gesneuvelden. Het terrein wordt afgebakend door een bakstenen muur en een metalen hekje sluit de begraafplaats af.
De begraafplaats wordt onderhouden door de Commonwealth War Graves Commission en telt 78 graven.

## Geschiedenis
Lagnicourt werd in april 1917 door Britse troepen ingenomen. Op 15 april werd een hevige aanval ingezet door de Pruisische Garde maar die werd afgeslagen. Het dorp werd op 21 maart 1918 door de Duitse troepen veroverd maar op 3 september heroverd door de 2nd Guards Brigade. 
De begraafplaats werd in juni 1917 aangelegd door de 7th Somerset Light Infantry (hoewel een Australisch graf van april 1917 zich in rij C bevindt) en werd gebruikt tot november 1917. In maart 1918  werd perk II door de Duitsers aangelegd (die de begraafplaats Lagnicourt Cemetery no. 2 noemden). Perk I werd in september 1918 voltooid door de Guards Division.
Er liggen 62 Britten (waaronder 1 niet geïdentificeerde), 1 Australiër en 15 Duitsers (waaronder 10 niet geïdentificeerde) begraven. 

### Onderscheiden militairen
- korporaal Joseph Peter Green en soldaat Frank Bothwell, beide manschappen van het Royal Army Medical Corps werden onderscheiden met de Military Medal (MM).